# Cafasse
Cafasse – miejscowość i gmina we Włoszech, w regionie Piemont, w prowincji Turyn.
Według danych na rok 2004 gminę zamieszkiwało 3516 osób, 390,7 os./km².